# Jota Júnior (jornalista)
José Francischangelis Júnior, mais conhecido como Jota Júnior (Americana, 7 de dezembro de 1948) é um jornalista e locutor esportivo brasileiro. 
Trabalhou como locutor nos canais SporTV e Premiere, ambos do Grupo Globo. 

## Carreira
Estava no Grupo Globo desde 1999. Antes, trabalhou na Rádio Clube de Americana de 1969 até 1971, na Rádio Brasil de Campinas em 1971 e 1976, Rádio Gazeta de São Paulo de 1976 até 1980 e Rádio Bandeirantes de 1980 até 1983. Fez parte da histórica equipe de esportes da Rede Bandeirantes, emissora pela qual narrou jogos das Copas do Mundo de 1986 no México, 1990 na Itália, 1994 nos Estados Unidos e de 1998 na França, além de vários eventos. Ele deixou a Band no início de 1999.
Pelo Grupo Globo, sobretudo nos canais SporTV/Premiere, narrou amistosos da Seleção Brasileira, jogos das Copas de 2010 na África do Sul e de 2014 no Brasil. Em 2014, após a Copa do Mundo narrou in loco as partidas do Brasil no Campeonato Mundial de Voleibol Feminino de 2014 na Itália, sem contar outros eventos. Em 14 de março de 2023, Jota deixou o Grupo Globo após 24 anos.

## Transmissões

### Futebol
- Campeonato Paulista e Campeonato Brasileiro pelo Premiere e SporTV

## Prêmios
| Ano  | Prêmios                                                                    | Categoria                             | Resultado | Ref.  |
| ---- | -------------------------------------------------------------------------- | ------------------------------------- | --------- | ----- |
| 2011 | Troféu ACEESP - Associação dos Cronistas Esportivos do Estado de São Paulo | Narrador de TV por Assinatura         | Indicado  | [ 3 ] |
| 2022 | Troféu ACEESP - Associação dos Cronistas Esportivos do Estado de São Paulo | Honra ao Mérito – 50 Anos de Carreira | Venceu    | [ 4 ] |